# 469773 Kitaibel
469773 Kitaibel è un asteroide della fascia principale. Scoperto nel 2005, presenta un'orbita caratterizzata da un semiasse maggiore pari a 2,4150369 au e da un'eccentricità di 0,1886873, inclinata di 4,86926° rispetto all'eclittica.